# Сіппо (буддизм)
Сіппо (七宝, сітіхо) — «сім скарбів» у буддизмі. У «Сутрі безмежного життя» згадуються золото, срібло, лазурит, кварц, шкарлупа рака-богомола, корал і агат. У «Лотосовій сутрі» перераховуються золото, срібло, кварц, шкарлупа рака-богомола, агат, перли і слюда